# Still in Love with You
A Still in Love with You (magyarul: Még mindig szeretlek) a brit Electro Velvet dala, mellyel Egyesült Királyságot képviselték a 2015-ös Eurovíziós Dalfesztiválon, Bécsben. A dal belső kiválasztás során nyerte el az eurovíziós indulás jogát, és 2015. március 7-én mutatták be nyilvánosan.

## Eurovíziós Dalfesztivál
Mivel az Egyesült Királyság tagja az automatikusan döntős Öt Nagy országának, ezért a dalt az Eurovíziós Dalfesztiválon a május 23-án rendezett döntőben adták elő. Fellépési sorrendben ötödikként léptek fel, az Észtországot képviselő Elina Born és Stig Rästa Goodbye to Yesterday című dala után és az Örményországot képviselő Genealogy Face the Shadow című dala előtt. A szavazás során összesítésben 5 ponttal a verseny huszonnegyedik helyezettjei lettek.
A következő brit induló Joe & Jake You’re Not Alone című dala volt a 2016-os Eurovíziós Dalfesztiválon.